# Gnipahellir
Gnipahellir (altnordisch: überhängende Höhle) ist in der nordischen Mythologie eine Höhle am Eingang zur Unterwelt Hel, die von dem Hund Garm bewacht wird, der eine Art nordisches Pendant zum Höllenhund Kerberos darstellt.